# Chelsea Clinton

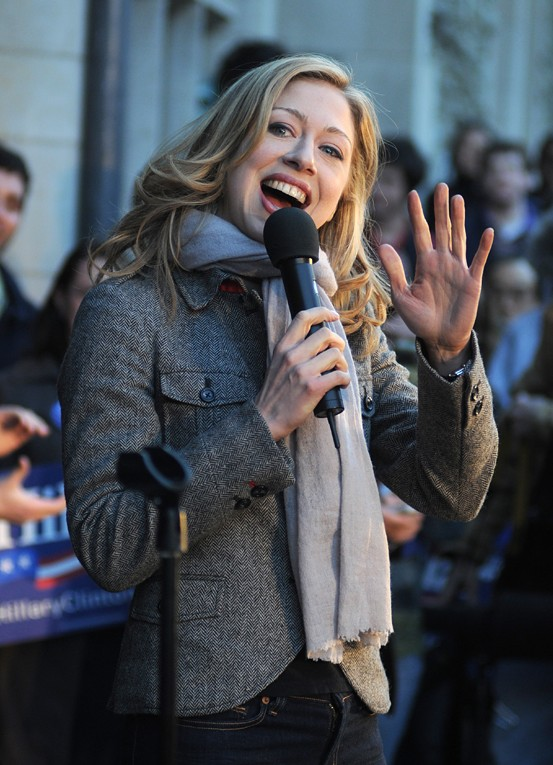
Chelsea Clinton (2008)

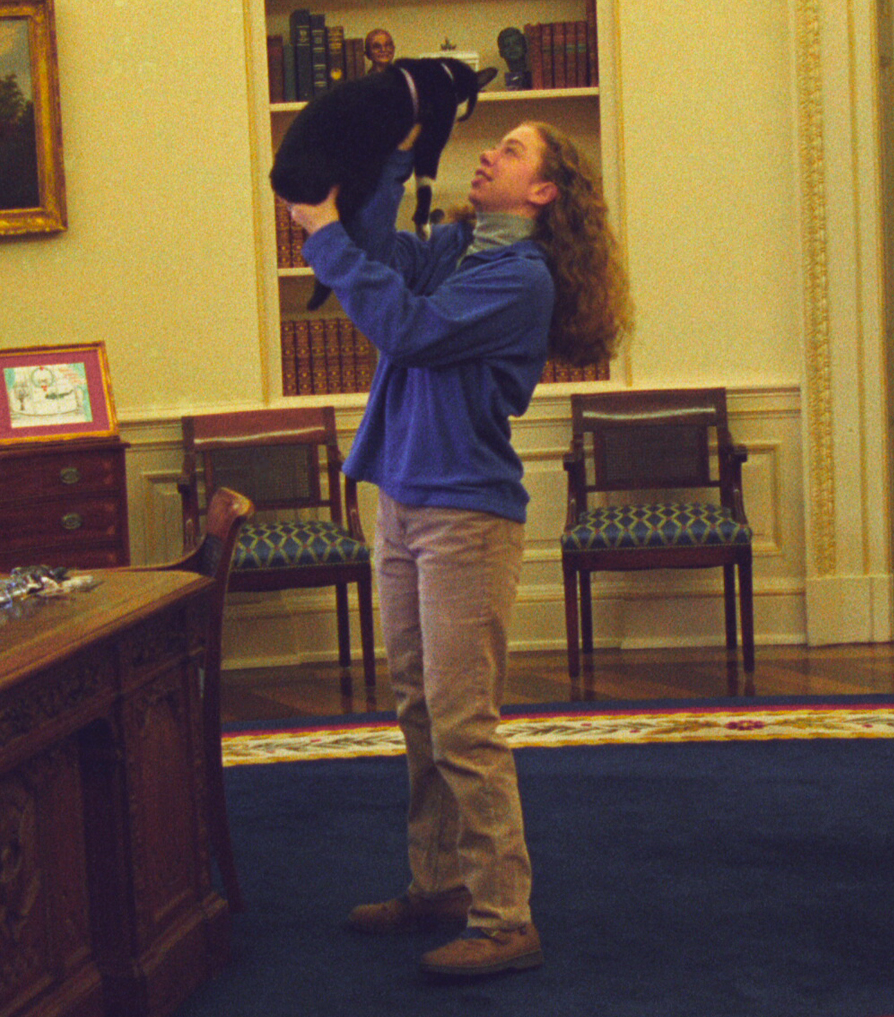
Chelsea Clinton spielt mit der Katze des Weißen Hauses (1994)

Chelsea Victoria Clinton (* 27. Februar 1980 in Little Rock, Arkansas) ist die Tochter des ehemaligen US-Präsidenten Bill Clinton und seiner Ehefrau, der früheren US-Außenministerin und ehemaligen Präsidentschaftskandidatin Hillary Clinton.

## Leben

### Als Teenager im Weißen Haus

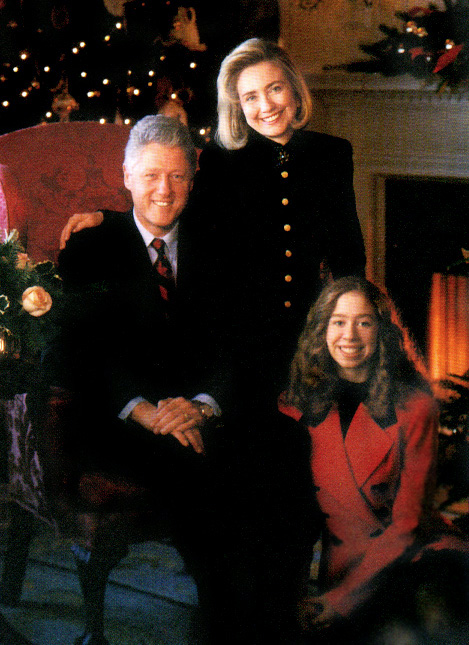
Chelsea Clinton (rechts) mit ihren Eltern (1997)

Chelsea Clinton zog bei der Amtseinführung ihres Vaters am 20. Januar 1993 im Alter von 12 Jahren ins Weiße Haus. Sie verlebte ihre gesamte Jugend dort und besuchte die private Eliteschule Sidwell Friends School. Als Schülerin erreichte sie 1997 das Halbfinale im Wettbewerb um ein Stipendium des National Merit Scholarship Program. In ihrer Freizeit tanzte sie Ballett. Sie nahm außerdem an Konferenzen des Model-United-Nations-Projekts der Vereinten Nationen teil, bei dem Schüler die Arbeit der Vereinten Nationen nachstellen.
Während der Amtszeit ihres Vaters wurde Chelsea meist vor der Öffentlichkeit abgeschirmt, aber es gab einige Ausnahmen von dieser Regel. Ein paar Tage nachdem Bill Clinton im August 1998 in einer Fernsehansprache eine unangemessene Beziehung zu Monica Lewinsky zugegeben hatte, wurde Chelsea zwischen ihre Mutter und ihren Vater platziert, als sich die Familie auf den Weg zu einem Helikopter zum Flug in den Familienurlaub machte. Bei einer weiteren Gelegenheit brachte die Zeitschrift People am 5. Februar 1999 eine Titelgeschichte über Chelsea, einen Tag vor der Abstimmung der Senatoren in Clintons Amtsenthebungsverfahren.
Chelsea übernahm vom 3. Januar 2001 bis zum Ende der Amtszeit ihres Vaters am 20. Januar die Verpflichtungen als Gastgeberin des Weißen Hauses in Vertretung ihrer Mutter, die zur Senatorin von New York gewählt worden war. Sie übernahm in dieser Zeit allerdings nicht den inoffiziellen Titel der First Lady, der traditionell den Ehefrauen des Präsidenten verliehen wird, die als Gastgeberinnen des Weißen Hauses auftreten. Große Teile der Massenmedien hielten sich an ein selbst auferlegtes Tabu, was die Berichterstattung über Chelsea Clinton anging.

### Leben nach der Präsidentschaft ihres Vaters
Chelsea Clinton schloss 2001 ihr Studium an der Stanford University mit einem Bachelor-Grad in Geschichte ab. Ihre Abschlussarbeit beschäftigte sich mit der Vermittlung ihres Vaters beim Karfreitagsabkommen im Nordirlandkonflikt. Anschließend ging sie nach Oxford, um ihren Master in Internationalen Beziehungen zu erlangen.
Ab 2003 arbeitete sie für die Unternehmensberatung McKinsey in New York. Seit Herbst 2006 arbeitet sie für den Hedgefonds Avenue Capital Group.
Im Vorwahlkampf der Demokratischen Partei für die US-Präsidentschaftswahl 2008 absolvierte sie zahlreiche Wahlkampfauftritte, vor allem an Colleges, für ihre Mutter, die sich um die Präsidentschaftskandidatur der Demokraten bewarb, aber schließlich knapp ihrem Mitbewerber Barack Obama unterlag. Dabei weigerte sich Chelsea Clinton beharrlich, Fragen der Presse zu beantworten.
Im Dezember 2009 gab sie die Verlobung mit ihrem Jugendfreund, dem Investmentbanker Marc Mezvinsky bekannt, Sohn der früheren Kongressabgeordneten Edward Mezvinsky und Marjorie Margolies-Mezvinsky. Das Paar heiratete am 31. Juli 2010 in Rhinebeck, New York.  2014 bekam das Paar eine Tochter. Clintons zweites Kind, ein Sohn, wurde 2016 geboren, ihr drittes Kind, ebenfalls ein Sohn, im Jahr 2019.

## Veröffentlichungen
- It's Your World: Get Informed, Get Inspired & Get Going! Verlag Philomel Books, 15. September 2015, ISBN 0399176128
- Governing Global Health: Who Runs the World and Why? Verlag Oxford University Press, 30. März 2017, ISBN 0190253274

### Kinderbücher
- She Persisted: 13 American Women Who Changed the World mit Zeichnungen von Alexandra Boiger, Philomel Books, 2017, ISBN  978-1524741723
- She Persisted Around the World: 13 Women Who Changed History mit Zeichnungen von Alexandra Boiger, Philomel Books, 2018, ISBN  978-0525516996